# 疏毛短萼齿木
疏毛短萼齿木（学名：Brachytome hirtellata var. glabrescens）为茜草科短萼齿木属下的一个变种。